# Philippe Valetoux
Philippe Valetoux, né à Paris le 24 février 1954, est un navigateur et vernien français.

## Biographie
Capitaine de 1re classe de la navigation maritime, officier à la Compagnie Générale Maritime, il navigue au long cours de 1971 à 1986 puis devient, en 1987, pilote de port au Havre. Il s'investit alors dans la restauration du cotre-pilote la Marie-Fernand.
Collaborateur de nombreuses revues comme Le Chasse-Marée, Cols Bleus, Marine, Jeune Marine ou la Revue Jules Verne, il est le rédacteur tous les ans de la rubrique historique de l’Annuaire de la société des Régates du Havre.
Ses recherches sur Jules Verne et la mer lui permirent de découvrir de nombreux faits inédits sur l'auteur, son frère Paul Verne ou ses navires, les Saint-Michel I dont il est associé au projet de reconstruction à Nantes, Saint-Michel II et Saint-Michel III qui ont abouti en 2006 à la publication de l'ouvrage Jules Verne, en mer et contre tous aux éditions Magellan. Il fait alors de nombreuses conférences dont l'une à Mexico pour l’Institut français d’Amérique Latine et participe à la scénographie et à la rédaction du catalogue de l’exposition Jules Verne et la mer organisée par le musée de la Marine de Paris.
Il est par ailleurs, à partir de 2005, le Président de la Société des Sauveteurs en Mer du Havre fonction qu'il quitte en 2018.

## Œuvres
- Tous les paquebots du monde : Maurice R. Mélissent, Magellan, 2004
- Jules Verne, en mer et contre tous, Magellan, 2005
- Jules Verne, le poète de la science, avec Samuel Sadaune et Alexandre Tarrieu, Le Timée, 2005
- Georges Dufour : marin, médecin, peintre (1858-1929), SNSM, 2007
- Dans le sillage de Jules Verne au Crotoy, SNSM, 2009
- Les bords de Seine à l'aquarelle, avec Christian Dagonet, Ouest-France, 2012
- Jean Biette: Le Havre en aquarelles, 1914-1918, 2018